# Skræling

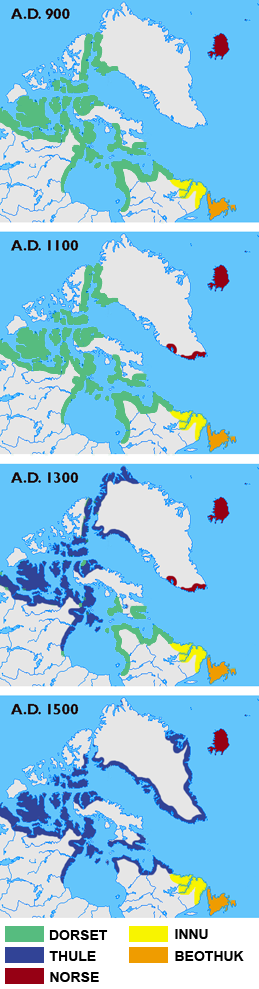
Bewoning Groenland: Donkerrood NORSE zijn de Noormannen, alle anderen zijn Skrælingar, DORSET en THULE zijn (Paleo- en Neo-)Eskimo's, BEOTHUK en INNU zijn Indianen

Skræling (Oudnoords: enkelvoud skrælingr of skrælingi, meervoud skrælingjar of skrælingar) is de overkoepelende naam die de Noormannen gebruikten voor de inheemse bevolkingsgroepen van Noord-Amerika. De term verwijst in de sagen zowel naar de inheemse bevolking van Groenland, dat gekoloniseerd werd vanaf de late 10e eeuw, als naar de bewoners van Oost-Canada die ze tegenkwamen in de vroege 11e eeuw.

## Etymologie
De term is pejoratief en is symbolisch voor de relatie tussen de Noormannen en de indianen, die deels stroef tot vijandig was. De saga's vermelden geweld tussen de Noormannen en de skrælingen, maar er was ook sprake van handel. In het moderne IJslands betekent skrælingi nog steeds "barbaar", terwijl skrælling in het Deens "zwakkeling" betekent. De naam zou etymologisch mogelijk verwant zijn met het Nederlandse woorden schraal en schralen.
De oorsprong wordt soms ook teruggebracht naar het Oudnoordse skrá, dat gedroogde huid betekent. Dit zou dan verwijzen naar de huiden die de inheemse bevolking toen in het noorden van Amerika droeg als kleding.

## Geschiedenis
De eerste geschreven vermelding van de term stamt uit het 12e-eeuwse Íslendingabók en verwijst naar de inheemse bevolking van Groenland. Het betrof vermoedelijk de Paleo-Eskimo's van de Dorsetcultuur. De eigenlijke Eskimo's van de Thulecultuur kwamen pas aan het einde van de Noorse periode van Groenland in het gebied en waren mogelijk deels verantwoordelijk voor het einde daarvan.
Reeds rond het jaar 1000 waren Noordse Groenlanders naar het hedendaagse Canada gevaren en stichtten ze er, in de zuidelijke regio Vinland enkele nederzettingen. 
De enige teruggevonden nederzetting is L'Anse aux Meadows, gelegen aan het noordelijke uiteinde van Newfoundland. Pas in de 13e eeuw werden de verhalen hieromtrent, namelijk de Saga van de Groenlanders en de Saga van Erik de Rode, op schrift gezet. Hierin wordt ook naar de inheemse bevolking van Vinland verwezen als skrælingen. Vermoedelijk gaat het hier over de voorouders van de Beothuk van Newfoundland, evenals mogelijks over andere volkeren in de wijde regio van de Saint Lawrencebaai en Markland (Labrador), zoals de Innu. Door de constante dreiging van de skrælingen mislukte het blijvende vestigingen op Vinland te stichten. Desalniettemin werden er later regelmatig handelsexpedities naar Markland georganiseerd om Groenland, dat dichter bij Canada ligt dan bij Europa, van goed timmerhout te voorzien. 
De Saga van Erik de Rode beschrijft de skrælingen als "klein van gestalte met dreigende trekken en verward haar op hun hoofd". Ze zouden grote ogen en brede wangen gehad hebben. Bij de Vinlandse nederzetting Hóp zouden de Noormannen handel gedreven met de inheemse bevolking. 
In de vroege 15e eeuw kwam er een einde aan de Noordse nederzettingen in Groenland en werden de Noormannen er vervangen door de oprukkende Inuit-Thulecultuur.